# 赖尼莱亚里沃尼
赖尼莱亚里沃尼（1828年1月30日—1896年7月17日）是马达加斯加伊默里納王國首相，抗法战争领袖。

## 生平
他是王室大臣家庭出身。1852年担任女王秘书。1861年，腊纳瓦洛娜一世逝世，太子腊科托继位，史称拉達馬二世，在位期间，拉達馬二世試圖緩和其母亲腊纳瓦洛娜的嚴厲政策，加强与英法等国的外交关系；但赖尼莱亚里沃尼与賴尼沃尼納希特里尼奧尼兄弟等貴族及平民組成的聯盟却希望终止君主絕對權力，反对拉達馬二世的政策，最终在1863年發動政變刺杀了拉達馬二世。擁立王后臘博多為女王，史稱腊佐赫里纳，賴尼萊亞里沃尼被任命為總司令，兄長賴尼沃尼納希特里尼奧尼為首相。從此君主專制讓位於首相專權，國王權力被首相架空，一如中國魏晉時期的霸府政治和越南後黎朝的鄭主府僚。
1864年，赖尼莱亚里沃尼又与腊佐赫里纳发动政变，罢黜了兄长賴尼沃尼納希特里尼奧尼并将他放逐到馬達加斯加高地南方的贝齐寮部落:422，赖尼莱亚里沃尼遂成为首相并与女王政治联姻:48-54。其先后任職腊佐赫里纳、臘納瓦洛娜二世、臘納瓦洛娜三世3位女王的首相达31年，并且都迎娶了她们，成為國家實際上的主宰。他长期实际执掌国政。任内实行社会改革，禁止奴隶买卖，取消债务奴隶制，限制封建主权力，并实施义务兵役制。在其领导下的马达加斯加政府亦致力于与法国、英国及美国建立平等的外交关系，并向这些国家派出了使节团；1863年，马达加斯加宣布废除与法国签署的《朗贝尔特许状》及1862年签订的《塔那那利佛条约》，这引起了法国的极大不满，法国拒绝废约；后来，马达加斯加政府为此向后者支付了120万法郎作为赔偿，从而使法国废除了条约。1865年，英国获准向马达加斯加派遣使节，英国人也可以在马岛购置田产；1866年，美国被允许在马岛东海岸的图阿马西纳建立领事馆，两国更于翌年签署了首份商业公约。
1865年、1867年分别与英、美签订商约。1868年利用英、法矛盾，迫使法国同意议和，承认马达加斯加独立。1883年法军寻衅炮轰沿海城镇时，领导军民反击。1885年在法腊法提重创法军。抗法战争失败后，被迫签约让予法国代管外交，但实际设法抵制，并竭力充实武装力量以待转机。
1895年，法国對馬達加斯加發動遠征，馬達加斯加成为殖民地。第二次抗法战争开始，马达加斯加在马罗沃艾、安德厄巴、安卡左伯等地抗击法军。9月底，首都塔那那利佛失陷时被俘，10月15日，赖尼莱亚里沃尼被放逐。后卒于阿尔及利亚。